# Bázakerettye
Bázakerettye is een plaats (község) en gemeente in het Hongaarse comitaat Zala. Bázakerettye telt 1001 inwoners (2001).